# Dole, Metlika
Dole so naselje v Občini Metlika.